# Орловский (Забайкальский край)
Орло́вский — посёлок городского типа в Агинском районе Агинского Бурятского округа Забайкальского края России. Административный центр городского поселения «Орловский»

## География
Входит в Перечень населенных пунктов Забайкальского края, подверженных угрозе лесных пожаров

## История
Основан 22 апреля 1940 года как Агинский оловянно-вольфрамовый прииск. В 1963 году Указом Президиума Верховного Совета РСФСР посёлок Спокойный переименован в Орловский. Статус посёлка городского типа — с 1970 года.

## Население
| 1979  | 1989  | 2002  | 2009  | 2010  | 2011  | 2012  |
| ----- | ----- | ----- | ----- | ----- | ----- | ----- |
| 3298  | ↗3366 | ↘2348 | ↘2217 | ↘2194 | ↘2191 | ↘2149 |
| 2013  | 2014  | 2015  | 2016  | 2017  | 2018  | 2019  |
| ↘2118 | ↘2072 | ↘2045 | ↘2017 | ↘1989 | ↘1971 | ↘1964 |
| 2020  | 2021  |       |       |       |       |       |
| ↘1914 | ↘1825 |       |       |       |       |       |

## Улицы
| - ул. 30 лет Победы, - ул. Байкальская, - ул. Вводная, - ул. Заводская, - ул. Киевская, - ул. Клубная, - ул. Коммунальная, | - ул. Лесная, - ул. Нагорная, - ул. Овражная, - ул. Оловяннинская, - ул. Ононская, - ул. Орловская, - ул. Переселенческая, | - ул. Песчаная, - ул. Промышленная, - ул. Спокойнинская, - ул. Транспортная, - ул. Фабричная, - ул. Школьная, - ул. Юбилейная. |

## Инфраструктура
Рядом с ПГТ находится карьер, на котором происходит добыча вольфрама.

## Транспорт
Расстояние до ближайшей железнодорожной станции Могойтуй — 41 км.